# Uapou maculata
Genre
Espèce
Uapou maculata, unique représentant du genre Uapou, est une espèce d'araignées aranéomorphes de la famille des Linyphiidae.

## Distribution
Cette espèce est endémique des îles Marquises en Polynésie française. Elle se rencontre sur Ua Pou de 960 à 1 010 m d'altitude.

## Description
La femelle holotype mesure 2 mm.

## Étymologie
Ce genre est nommé en référence à l'île Ua Pou.

## Publication originale
- Berland, 1935 : Nouvelles araignées marquisiennes. Bernice P. Bishop Museum Bulletin, vol. 142, p. 31-63 (texte intégral).